# Avenue Lénine (Romainville)
Pour les articles homonymes, voir Avenue Lénine.
L`avenue Lénine  est une voie de communication de Romainville, dans le département de Seine-Saint-Denis, en France. Elle suit le tracé de la route départementale 117.

## Situation et accès

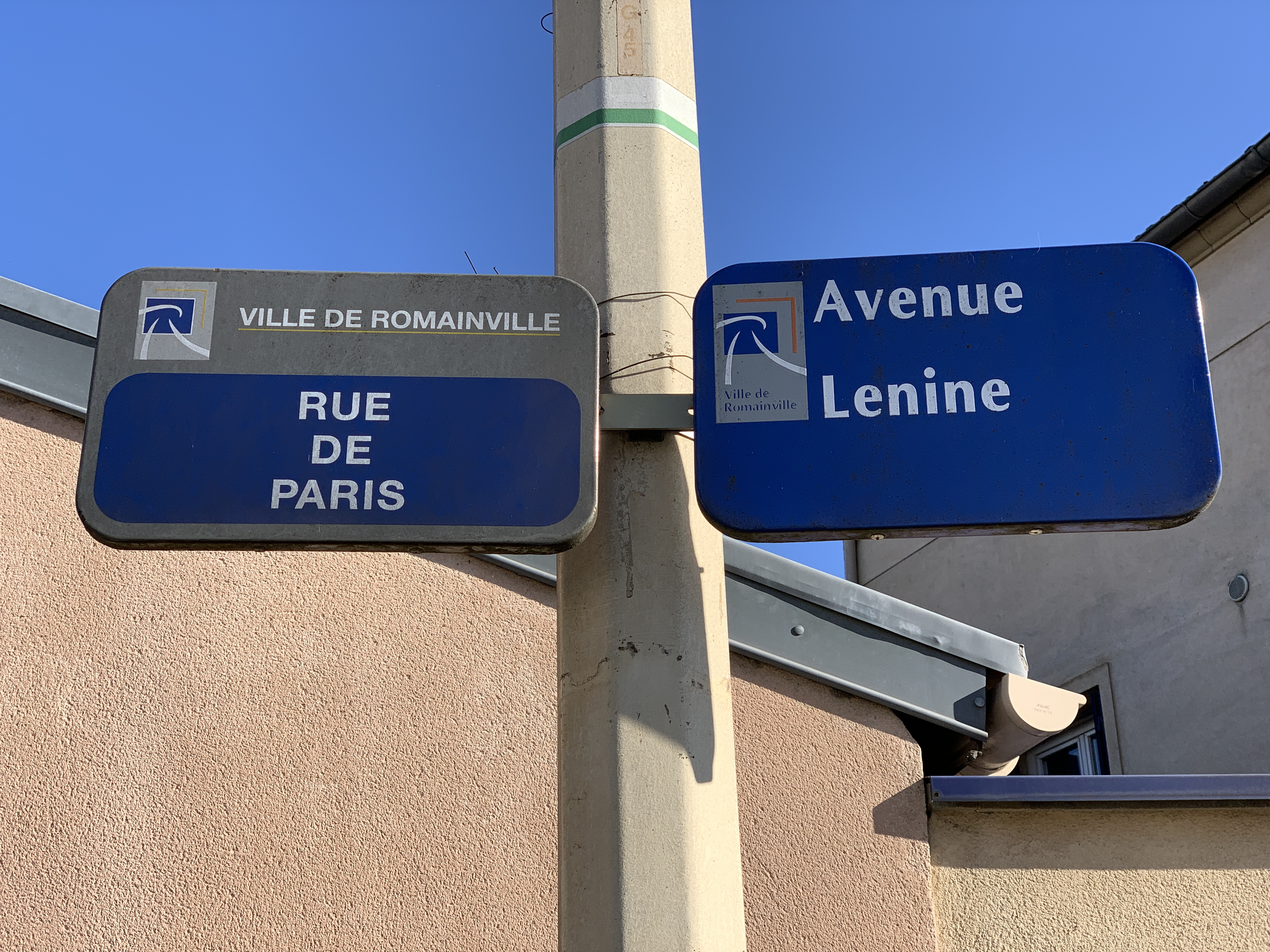
Plaques Rue de Paris et Avenue Lénine, avril 2021.

Orientée du sud-ouest au nord-est, elle suit la direction de la rue de Paris aux Lilas, et se termine au carrefour de la rue Vassou, de la rue de Paris actuelle et de l'impasse de l'Ancien-Château, dans l'axe de l'avenue Paul-Vaillant-Couturier.

## Historique

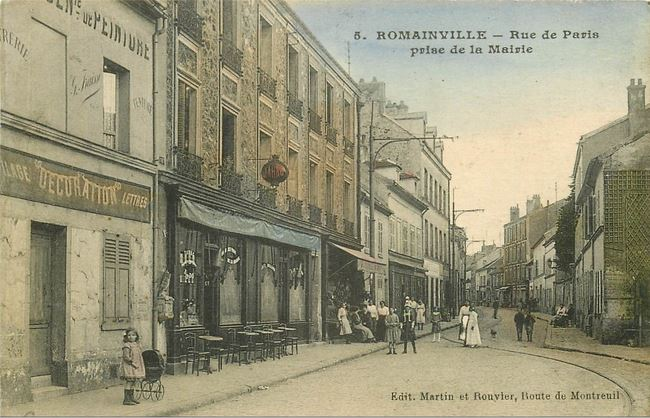
La rue de Paris prise de la mairie.

Le chemin de la ruelle-Parisis, d'origine probablement gauloise, était la seule voie de communication avec Paris. Tracée à mi-côte, elle évitait les inondations des terrains alentour. Autour d'elle va se constituer le bourg, peuplé de cultivateurs.
Elle porta par la suite le nom de rue de Paris, et incluait l'actuelle voie éponyme qui forme un coude menant vers la place de la Laïcité (anciennement place de la Mairie). C'est après-guerre que l'avenue Paul-Vaillant-Couturier fut tracée afin d'éviter ce coude, et que la partie méridionale de la rue de Paris fut renommée.
Une réfection de la couche de roulement est entreprise en 2021.

## Origine du nom

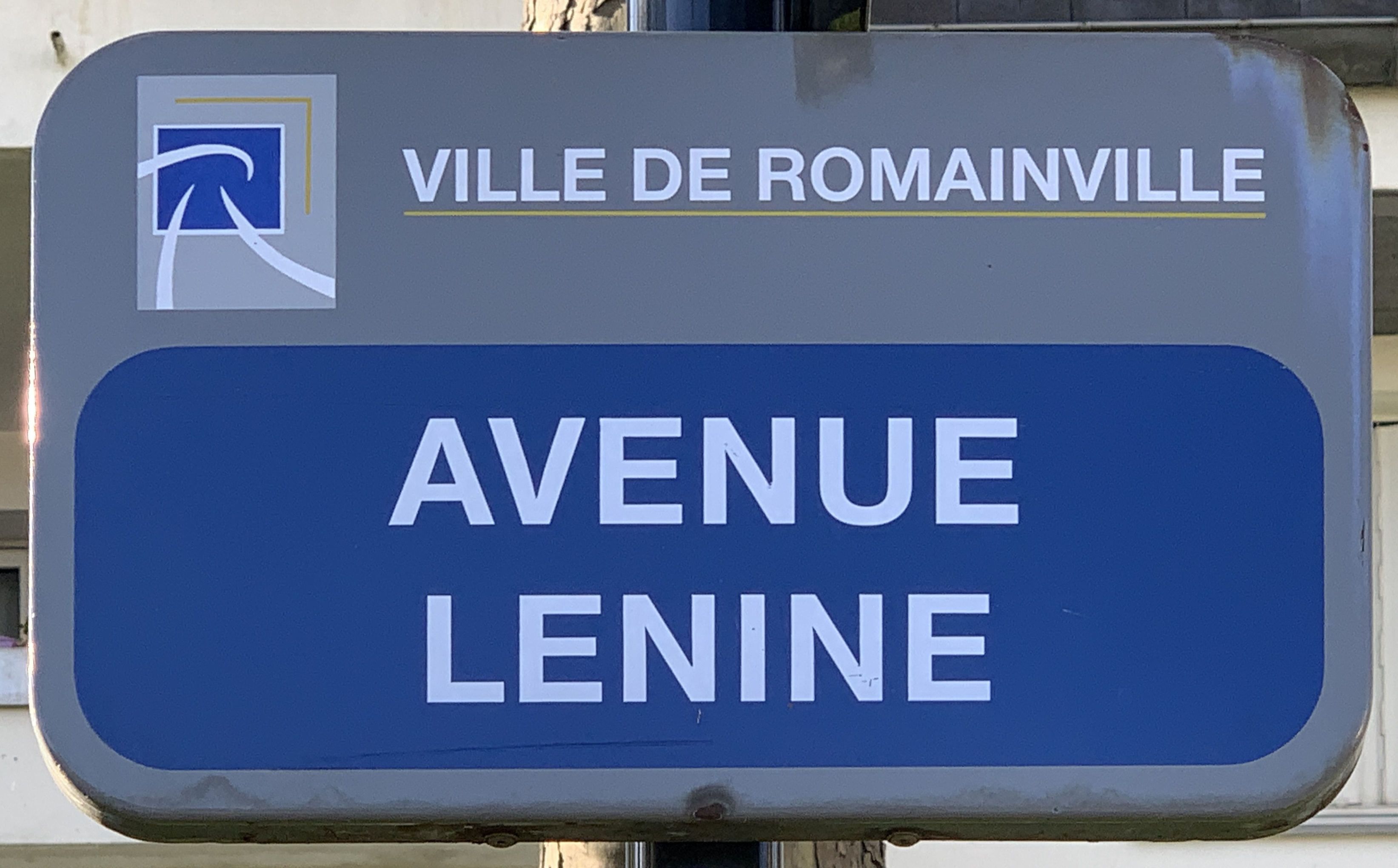
Plaque Avenue Lénine en 2021.

Comme des dizaines de voies de communication en France, cette avenue honore Vladimir Ilitch Lénine (1870-1924), théoricien politique, homme d'État russe qui, avec les bolcheviks, prit le pouvoir après l'effondrement du tsarisme, et mis en place la Russie soviétique.

## Bâtiments remarquables et lieux de mémoire
- Des scènes du film Caché de Michael Haneke y ont été tournées en 2005[5],[6].
- Avant 2018 se trouvait à l'angle de la rue Vassou un monument commémoratif de l'inauguration de la cité Youri-Gagarine en octobre 1969[7], en présence du cosmonaute Pavel Popovitch. Un Signal, œuvre de René Fumeron, est un hommage à la conquête pacifique du Cosmos. Pour des raisons techniques, Il a été déplacé à l’angle de la rue Vassou et de l’avenue du Colonel-Fabien[8].